# Le Drakkar
Pour les articles homonymes, voir Drakkar (homonymie).
Le Drakkar est le sixième roman policier de Jean Amila paru dans la collection Série noire avec le numéro 490 en 1959.

## Résumé
L’histoire se déroule dans le Finistère. Roger Rollin, journaliste au journal Jours de la semaine est chargé de recommencer l’enquête sur le meurtre d’une américaine, étranglée en mer sur un drakkar. 
Le roman comporte deux récits parallèles, l’enquête journalistique, et un autre plus romanesque, la même histoire racontée en feuilleton dans le journal.

## Édition
Le roman est publié dans la Série noire avec le numéro 490 en 1959.

## Autour du livre
Pour ce roman, Amila utilise comme procédé d’écriture deux narrations croisées.
Dans Les Années Série noire, Claude Mesplède analyse ce roman comme « le moins réussi des romans noirs de Jean Amila ».

## Adaptation
Le roman est adapté en 1973 pour la télévision par Jacques Pierre avec le titre éponyme.

## Sources
- Polar, revue trimestrielle no 16, octobre 1995
- Claude Mesplède, Les Années Série noire, vol. 1 : 1945-1959, Encrage, coll. « Travaux » (no 13), 1992  (ISBN 2-906389-34-X), p. 287-288
- Meckert devient Amila : Jean Amila